# Armorial des freguesias de Santarém
- il comporte peu ou pas de sources.
- il reste des blasons à dessiner dans cet armorial.

Cette page donne les armoiries (figures et blasonnements) des freguesias de Santarém. 
| Image | Nom de la commune et blasonnement |
| ----- | --------------------------------- |
|       | Abitureiras                       |
|       | Abrã                              |
|       | Achete                            |
|       | Alcanede                          |
|       | Alcanhões                         |
|       | Almoster                          |
|       | Amiais de Baixo                   |
|       | Arneiro das Milhariças            |
|       | Azóia de Baixo                    |
|       | Azóia de Cima                     |
|       | Casével                           |
|       | Gançaria                          |
|       | Marvila                           |
|       | Moçarria                          |
|       | Pernes                            |
|       | Pombalinho                        |
|       | Póvoa da Isenta                   |
|       | Póvoa de Santarém                 |
|       | Romeira                           |
|       | Santa Iria da Ribeira de Santarém |
|       | São Nicolau                       |
|       | São Salvador                      |
|       | São Vicente do Paul               |
|       | Tremês                            |
|       | Vale de Figueira                  |
|       | Vale de Santarém                  |
|       | Vaqueiros                         |
|       | Várzea                            |